# Castiglione del Lago
Castiglione del Lago je italská obec u Trasimenského jezera v provincii Perugia v regionu Umbrie. Je členem sdružení Nejkrásnější historická sídla v Itálii. Má přibližně 15 tisíc obyvatel a rozlohu 205,3 km².

## Geografie
Nachází se v nadmořské výšce 304 m n. m. na západním břehu Trasimenského jezera.
Součástí obce jsou také městské části Casamaggiore, Gioiella, Macchie, Panicarola, Petrignano del Lago, Piana, Porto, Pozzuolo Umbro, Sanfatucchio, Vaiano, Villastrada a ostrov Isola Polvese. Největší je Pozzuolo (351 m n. m., asi 1000 obyvatel).
Sousední obce jsou Chiusi, Città della Pieve, Cortona, Magione, Montepulciano, Paciano, Panicale, Passignano sul Trasimeno a Tuoro sul Trasimeno.

## Partnerská města
- Trappes, Francie, od roku 1971
- Kopřivnice, Česko, od roku 1997
- Lempäälä, Finsko, od roku 2005